# فاضل جلال
فاضل جلال (مواليد 4 مارس 1964) هو لاعب كرة قدم مغربي مثل منتخب المغرب كأس العالم لكرة القدم 1986. كما لعب لصالح نادي الوداد البيضاوي.

## روابط خارجية
- فاضل جلال على موقع الاتحاد الدولي (مؤرشف)  (الإنجليزية)
- فاضل جلال على موقع قاعدة بيانات كرة القدم.إي يو (الإنجليزية)
- فاضل جلال على موقع ناشيونال فوتبول تيمز (الإنجليزية)